# County Louth
County Louth (irsk: Contae Lú) er et county i Republikken Irland, hvor det ligger i provinsen Leinster.
County Louth omfatter et areal på 820 km² med en samlet befolkning på 110.894 (2006). Det er dermed Irlands arealmæssigt mindste county.
Det administrative county-center ligger i byen Dundalk, men den største by er dog Drogheda, der er blot en smule større end Dundalk.

## Eksterne links
- County Louth – officiel turisme-website
- Louth Local Authorities – officiel website

- Wikimedia Commons har flere filer relateret til County Louth

53°50′00″N 6°30′00″V / 53.833333333333°N 6.5°V